# Alessandro Braccesi (umanista)
Alessandro Braccesi o Bracci (Firenze, 10 dicembre 1445 – Roma, 7 luglio 1503) è stato un umanista e diplomatico italiano.

## Biografia
Alessandro fu il primo dei quattro figli di Sandra e di Rinaldo Braccesi e presto dovette lavorare per contribuire alle scarse economie della famiglia, avendo «padre et madre vecchi et infermi et con maritare due sorelle col proprio sudore senza patrimonio o substantie paterne».
Iniziò la professione di notaio nel 1467 e fu impiegato nella cancelleria della Repubblica e della Signoria fiorentina, per la quale svolse anche attività diplomatica: nel biennio 1470-1471 fu a Napoli e a Roma con gli ambasciatori Jacopo Guicciardini e Pierfrancesco de' Medici, e poi a Bologna e a Ferrara.
Contemporaneamente, coltivava studi umanistici e interessi poetici: verso il 1473 mise insieme una serie di composizioni poetiche in volgare, dedicate al signore di Montefeltro Giovanni di Carpegna. A un canzoniere amoroso d'imitazione petrarchesca succedono duecento sonetti caudati di fresco stampo popolaresco, nello stile del Burchiello, umoristici e beffardi, e quattro canti carnascialeschi. Circa quindici anni dopo, Braccesi arricchì il canzoniere di altre diciannove elegie e aggiunse altri trentacinque sonetti.

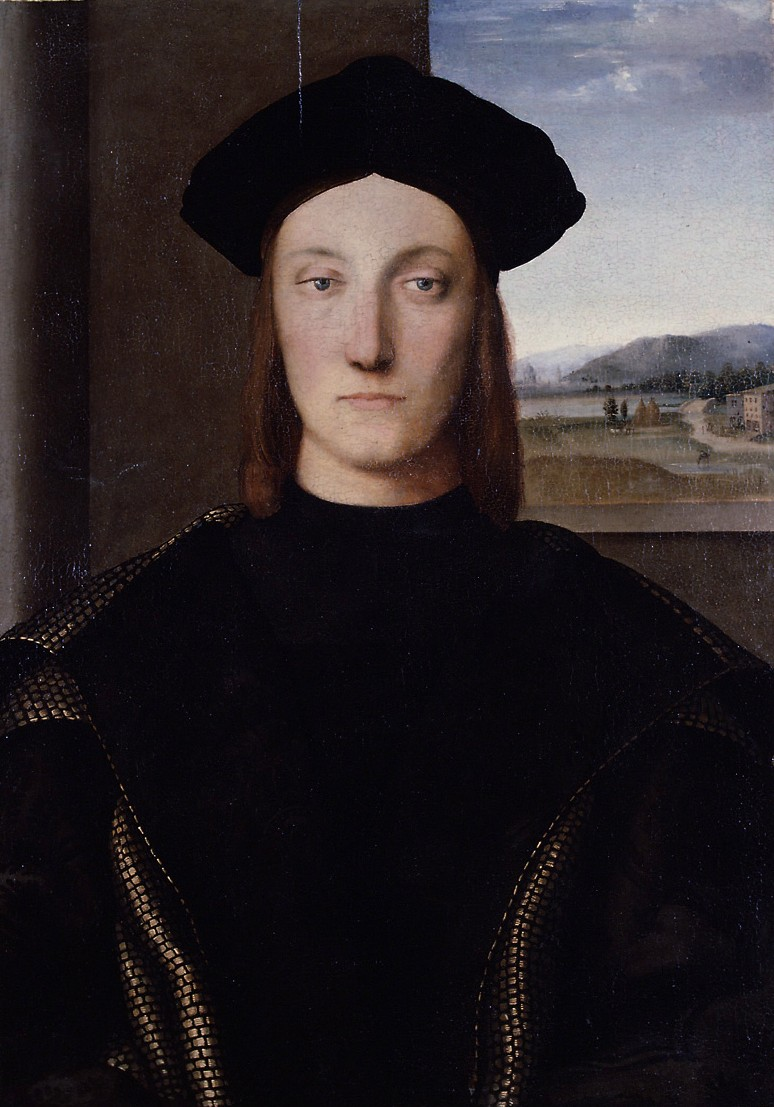
Guidobaldo da Montefeltro, duca di Urbino

Intorno al 1477 raccolse tutte le sue poesie latine in un manoscritto diviso in tre libri: il primo, intitolato Amorum libellus, dedicato a Francesco Sassetti, si compone di ventinove elegie che narrano l'amore per una Flora, a imitazione della Xandra di Cristoforo Landino; il secondo libro, Secundus libellus elegiarum ad amicos, composto di dodici poesie, ciascuna variamente dedicata a importanti personaggi pubblici fiorentini, colgono spaccati di vita quotidiana, mentre fa anche il terzo libro, l'Epigrammatum libellus, dedicato a Lorenzo de' Medici, nella forma dell'epigramma.
Dieci anni dopo Braccesi operò un parziale rifacimento e aggiunte ai tre libri, così che l'Amorum libellus fu portato a trentuno elegie, il Liber secundus epistolarum ad amicos a ventiquattro poesie e il terzo libro è formato di settantatré epigrammi. L'intera nuova redazione delle poesie latine fu dedicata al giovanissimo Guidobaldo da Montefeltro.
A questi anni risale anche quella che il Braccesi stesso presentò piuttosto come un rifacimento anziché una traduzione in volgare dell'Historia de duobus amantibus di Enea Silvio Piccolomini che il futuro papa Pio II aveva scritto nel 1444 e che il Braccesi dovette conoscere nell'edizione romana del 1476. Il lieto fine della vicenda amorosa del cavaliere tedesco Eurialo con la bella gentildonna senese Lucrezia, che era invece tragica nell'originale, e l'inclusione di episodi comici e di poesie, è giustificato dal Braccesi nella sua dedica a Lorenzo di Pierfrancesco de' Medici con la volontà di rendere dilettevole la lettura, specialmente in tempi «noiosi e gravi per più rispecti et specialmente per la alteratione et spavento che ne dà la peste». Stampata a Milano nei primi anni Ottanta dagli editori Pachel e Schinzenzeler, ebbe in pochi anni numerose riedizioni fino a tutto il XVI secolo a testimonianza del successo dell'iniziativa.

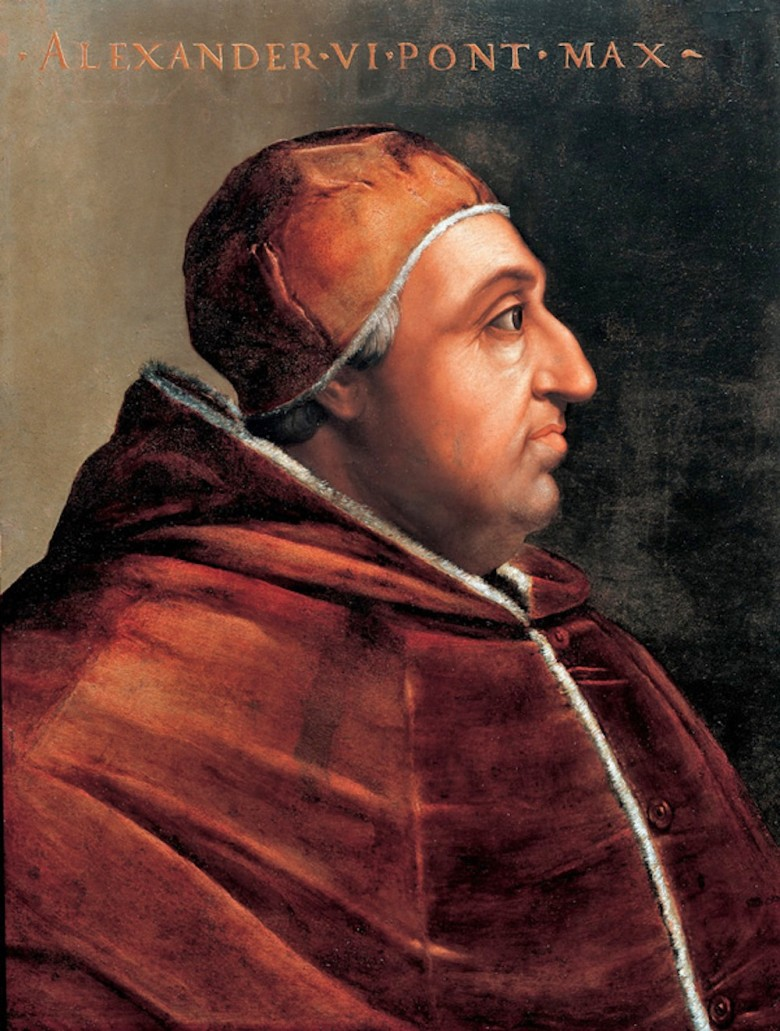
Rodrigo Borgia, papa Alessandro VI

Un'altra traduzione in volgare che impegnò il Braccesi dal 1488 circa al 1491 fu quella di una parte delle Storie di Appiano, ossia i libri VII, VIII, IX e XII, che egli chiamò le Guerre esterne dei Romani, dedicate a Giampaolo Orsini, e i libri XIII, XIV, XV, XVI e XVII delle Guerre civili, dedicati a Gentile Virginio Orsini. Conoscendo poco il greco, si basò sulla traduzione latina di Pier Candido Decembrio. Le due traduzioni furono pubblicate rispettivamente nel 1502 e nel 1519.
Intanto, progrediva anche la sua carriera pubblica: alla fine del 1479 era secondo cancelliere, nel 1480 cancelliere dei Dieci di Balia, e poi notaio e scriba degli Otto di Pratica. Del 1483 al 1487 fu uno dei sei segretari della Repubblica, mentre nel 1488 diresse insieme con Francesco Gaddi la cancelleria degli Otto di Pratica.
Dal settembre del 1491 al novembre del 1494 fu ambasciatore a Siena, svolgendo una missione delicata in una terra tradizionalmente nemica di Firenze che ora era governata da una fazione filomedicea. Alla caduta dei Medici fu subito richiamato a Firenze e rimosso dall'incarico di segretario, che tuttavia gli fu restituito già alla fine dell'anno e riprese così le sue missioni diplomatiche. La più importante fu svolta a Roma nel 1497, affiancando l'ambasciatore Ricciardo Becchi alla corte del Borgia, che premeva su Firenze perché liquidasse il Savonarola e annullasse l'alleanza della Francia, offrendo in cambio a Firenze la potestà su Pisa.
Durante la missione, il papa scomunicò il frate ferrarese, mentre il Braccesi difendeva la politica di Firenze e, ammiratore del Savonarola, lo informava segretamente dello stato delle trattative, oltre ad adoperarsi cautamente presso qualche cardinale sulla possibilità della convocazione di un concilio che affrontasse il problema della deposizione del Borgia e della riforma della Chiesa, come auspicato da fra Girolamo.
La svolta antisavonaroliana che si verificò a Firenze all'inizio del 1498 e che portò in maggio alla condanna del frate, provocò anche la caduta in disgrazia del Braccesi, che fu estromesso da tutti gli incarichi. Dopo qualche anno d'isolamento, dovette ottenere la fiducia dei nuovi padroni di Firenze: alla fine del 1502 fu infatti inviato in missione a Roma, dove si ammalò e morì il 7 luglio 1503. La sua tomba si trova nella basilica di Santa Prassede, dove è ricordato da un epitaffio dettato dal nipote Agnolo Firenzuola.

## Opere
- Canzoniere e sonetti, ca 1473, in gran parte inediti
- Quattro canti carnascialeschi, ca 1473
- Amorum libellus, Liber secundus elegiarum ad amicos, Epigrammatum libellus, ca 1477-1487
- Historia de duobus amantibus di Enea Silvio Piccolomini, traduzione, ca 1479
- Guerre esterne de' romani di Appiano Alessandrino, traduzione, ca 1488
- Guerre civili de' romani di Appiano Alessandrino, traduzione, 1491

### Edizioni
- Historia de due amanti, Milano, Leonhard Pachel e Ulrich Schinzenzeler, s. d., ca 1483
- Delle guerre esterne de' romani tradotto da m. Alessandro Braccio secretario fiorentino, Roma, Euchario Silber 1502
- Delle guerre civili de' romani tradotto da m. Alessandro Braccio secretario fiorentino, Firenze, Eredi di Filippo Giunta 1519
- Tutti i Trionfi, Carri, Mascherate o Canti carnascialeschi andati per Firenze dal tempo del Magnifico Lorenzo de' Medici fino all'anno 1559, Lucca 1750, pp. 548-555
- Alexandri Braccii Carmina, a cura di A. Perosa, Firenze, Olschki 1954